# Partia Postępu (Dania)

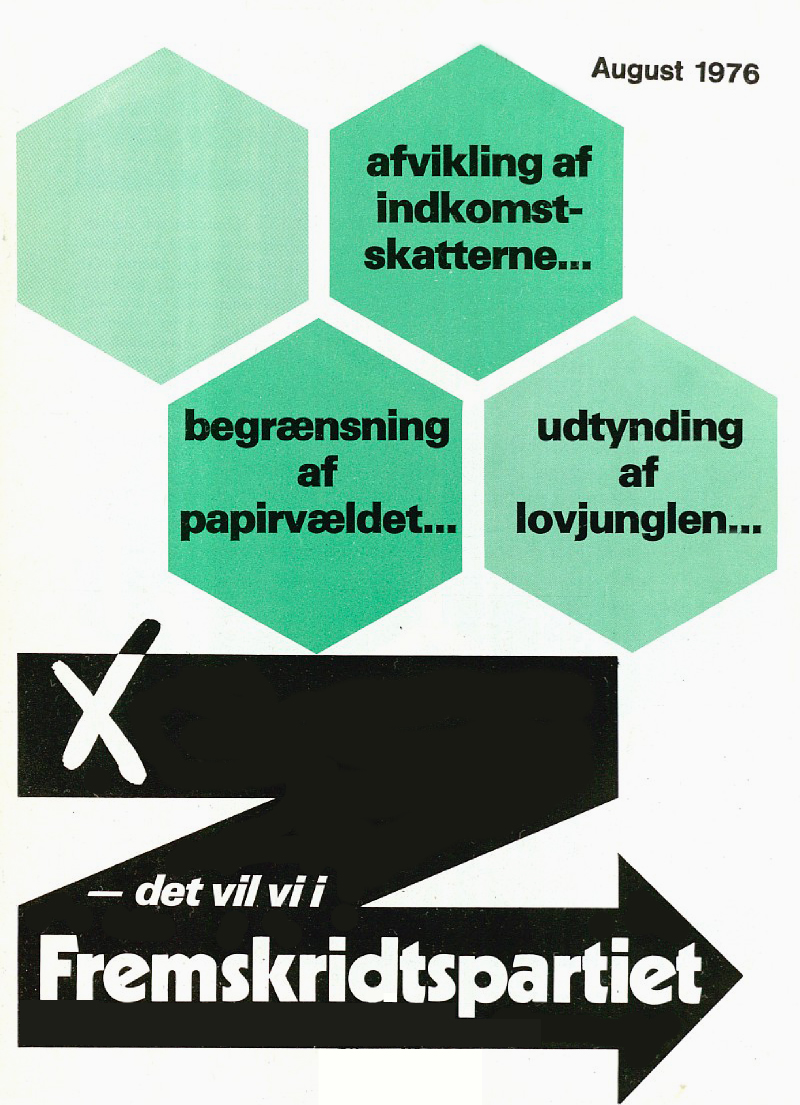
Ulotka wyborcza Partii Postępu z 1976

Partia Postępu (duń. Fremskridtspartiet) – duńska partia polityczna, określana jako ugrupowanie protestu i działająca od 1972.

## Historia
Założycielem i zarazem pierwszym liderem politycznym ugrupowania był Mogens Glistrup, prawnik i doradca podatkowy. Zyskał popularność telewizyjnym występem w 1971, kiedy to tłumaczył, w jaki sposób uniknąć płacenia podatku dochodowego. 22 sierpnia 1972 powołał Partię Postępu, głoszącą skrajnie liberalne hasła, domagającą się m.in. radykalnego ograniczania biurokracji i sektora publicznego, jak też występującą przeciwko podatkom. W wyborach do Folketingetu w 1973 postępowcy niespodziewanie uzyskali 15,9% głosów i 28 mandatów, co dało im drugie miejsce. W parlamencie pozostawali w opozycji, wkrótce ugrupowanie włączyło do swojego programu postulaty przeciwdziałania imigracji. Na początku lat 80. popularność Partii Postępu znacząco spadła, w 1984 wprowadziła 6 posłów. Wiązało się to m.in. z postępowaniem karnym wobec Mogensa Glistrupa, którego skazano na karę pozbawienia wolności za defraudację. W 1985 władzę w ugrupowaniu przejęła Pia Kjærsgaard, która szukała parlamentarnego porozumienia z rządem Poula Schlütera, utrzymując jednocześnie antyimigracyjną retorykę. Doprowadziło to do pewnej poprawy notowań partii. W ugrupowaniu wkrótce zaczęło jednak dochodzić do sporów wewnętrznych między frakcją jej założyciela i pragmatykami związanymi z nową liderką. Konflikty nie zanikły także po wykluczeniu Mogensa Glistrupa z szeregów partii na początku lat 90. Ostatecznie w 1995 Pia Kjærsgaard ze swoimi stronnikami opuściła postępowców, zakładając następnie Duńską Partię Ludową. W 1998 Partia Postępu uzyskała 4 miejsca w parlamencie. Wszyscy jej posłowie odeszli jednak rok później, gdy do stronnictwa powrócił Mogens Glistrup, głosząc skrajne hasła wymierzone przeciwko imigrantom i uchodźcom. W 2001 ugrupowanie nie przekroczyło wyborczego progu, od tego też czasu nie brało udziału w kolejnych wyborach krajowych.

## Wyniki wyborów parlamentarnych
- 1973: 15,9% głosów i 28 mandatów
- 1975: 13,6% głosów i 24 mandaty
- 1977: 14,6% głosów i 26 mandatów
- 1979: 11,0% głosów i 20 mandatów
- 1981: 8,9% głosów i 16 mandatów
- 1984: 3,6% głosów i 6 mandatów
- 1987: 4,8% głosów i 9 mandatów
- 1988: 9,0% głosów i 16 mandatów
- 1990: 6,4% głosów i 12 mandatów
- 1994: 6,4% głosów i 11 mandatów
- 1998: 2,4% głosów i 4 mandaty
- 2001: 0,6% głosów i 0 mandatów[1]